# Wrightia flavorosea
Wrightia flavorosea är en oleanderväxtart som beskrevs av Henry Trimen. Wrightia flavorosea ingår i släktet Wrightia och familjen oleanderväxter. Inga underarter finns listade i Catalogue of Life.